# Rhona Haszard

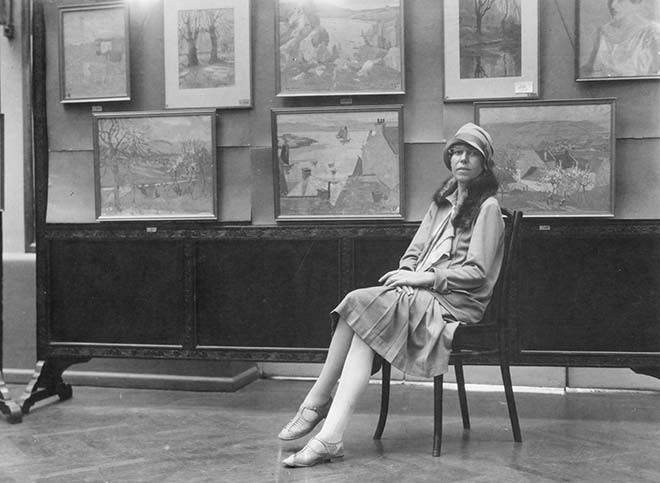
Rhona Haszard vor ihren Bildern im Claridge's Hotel in Alexandria (Dezember 1928)

Alice Gwendoline Rhona Haszard (* 21. Januar 1901 in Thames, Waikato, Neuseeland; † 21. Februar 1931 in London, England) war eine neuseeländische Malerin.

## Frühes Leben
Alice Gwendoline Rhona Haszard wurde am 21. Januar 1901 als Tochter der Eheleute Alice Elizabeth Vaughan Wily und dem Vermessungsingenieur Henry Douglas Morpeth Haszard in Thames der Region Waikato geboren. Von ihren drei Vornamen wurde Rhona als Rufname verwendet. Über ihre Kindheit ist nichts bekannt, außer dass sie schon früh ein künstlerisches Talent zeigte. 1910 wurde sie Schülerin des Künstlers Hugh Scott in Hokitika, wo die Familie hingezogen war. Später wurde Haszard zur Southland Girls’ High School nach Invercargill geschickt. Als ihre Mutter 1918 starb, zog die Familie im folgenden Jahr nach Christchurch. Mitte 1919 schrieb sie sich in die Canterbury College School of Art, um eine Kunststudium zu absolvieren. Dort arbeitete sie mit Olivia Spencer Bower, Evelyn Polson, die nach ihrer Heirat als Evelyn Page bekannt wurde und mit Rata Bird, die auch nach ihrer Heirat unter dem Namen Rata Lovell-Smith Karriere machte.

## Arbeit als Malerin
Im Jahr 1921 wurde Haszard Mitglied in der New Zealand Academy of Fine Arts, nachdem sie eine Reihe von tonal gedämpfter Ölgemälde von Whanganui erschaffen hatte und ein Jahr später konnte sie bereits mit den Kunstvereinen in Auckland und Canterbury ihre Werke ausstellen.

## Erste Ehe
Am 28. Dezember 1922 heiratete Haszard den Künstler Ronald James McKenzie und übernahm seinen Namen. Die Ehe hielt nicht sehr lange und so ließen sich bei im Dezember 1925 wieder scheiden. Während ihrer kurzen Ehezeit stellte Haszard ihre Werke unter dem Namen Rhona McKenzie aus. Zu den Ölgemälden, die sie mit dieser Signatur versah, gehörten „The Gorge, Mangaweka“, „Ranunculus“ und „The Japanese Lady“.

## Zweite Ehe
Im August 1925 lernte Haszard den Künstler Herbert Leslie Greener kennen, der ebenfalls Kurse an der Canterbury College School of Art studiert hatte. Der gebürtige Südafrikaner war Offizier in der indischen Armee und kam über die australischen Outbacks, wo er eine Zeil lang gelebt hatte, nach Neuseeland. Trotz der Einwände von Haszards Vater heiratete sie ihn  am 21. Dezember 1925 in Waihi an der Küste zur Bay of Plenty. Haszard behielt ihren Geburtsnamen bei.

## Frankreich
Da Haszards Mann unbedingt nach Frankreich zu seinen Eltern zurückkehren wollte, verließen sie kurz nach der Vermählung Neuseeland mit dem Ziel der Insel Sark, die zu den Kanalinseln gehörte und wo die Eltern von Haszards Mann lebten. Anschließend bereisten sie Teile Nordfrankreichs und gingen schließlich nach Paris um beide in der Académie Julian weiter studieren zu können. In den Jahren 1926 und 1927 entwickelte sich Haszard weiter zu einer postimpressionistischen Technik, das auf ihrem Öl-Gemälde aus dem Jahr 1927 mit dem Titel „The Marne valley“ gut zu erkennen ist. 1927 gewann sie auf einer Ausstellung in Wembley, London für ihre Werke eine Bronzemedaille und stellte auf dem Salon of the Société des artistes français ihr Werk „Sardinenflotte, Bretagne‘‘“ aus dem Jahr 1926 aus. Auch auf der Ausstellung der Society of Women Artists in London war sie vertreten und teilte ihre Werke mit den von Sir Joseph Duveen organisierten Ausstellungen in Manchester, Leeds, Bradford und Glasgow.

## Ägypten
Im Oktober 1927 begleitete Haszard ihren Mann nach Ägypten, wo er eine Stelle als Kunst- und Französischlehrer am Victoria College in Alexandria angenommen hatte. Im Dezember 1928 hatte sie eine Einzelausstellung im Claridge's Hotel der Stadt und stellte dort Werk aus ihrer Zeit in Neuseeland aus. Im darauffolgenden Sommer erlitt sie einen Unfall und musste sich 1929 und 1930 mehrere Monate in London behandeln lassen. Zurück in Alexandria stürzte Haszard am 21. Februar 1931 beim Skizzieren vom Turm des Victoria College in den Tod. Ob es ein versehentlicher Sturz war oder ob sie sich damit das Leben nehmen wollte, konnte nicht geklärt werden. Aus Briefen zwischen ihres Londoner Arztes und ihrem Mann ging hervor, dass Haszard an Depressionen litt und Selbstmordgedanken hatte.

## Gemäldegalerie

Rhona Haszard
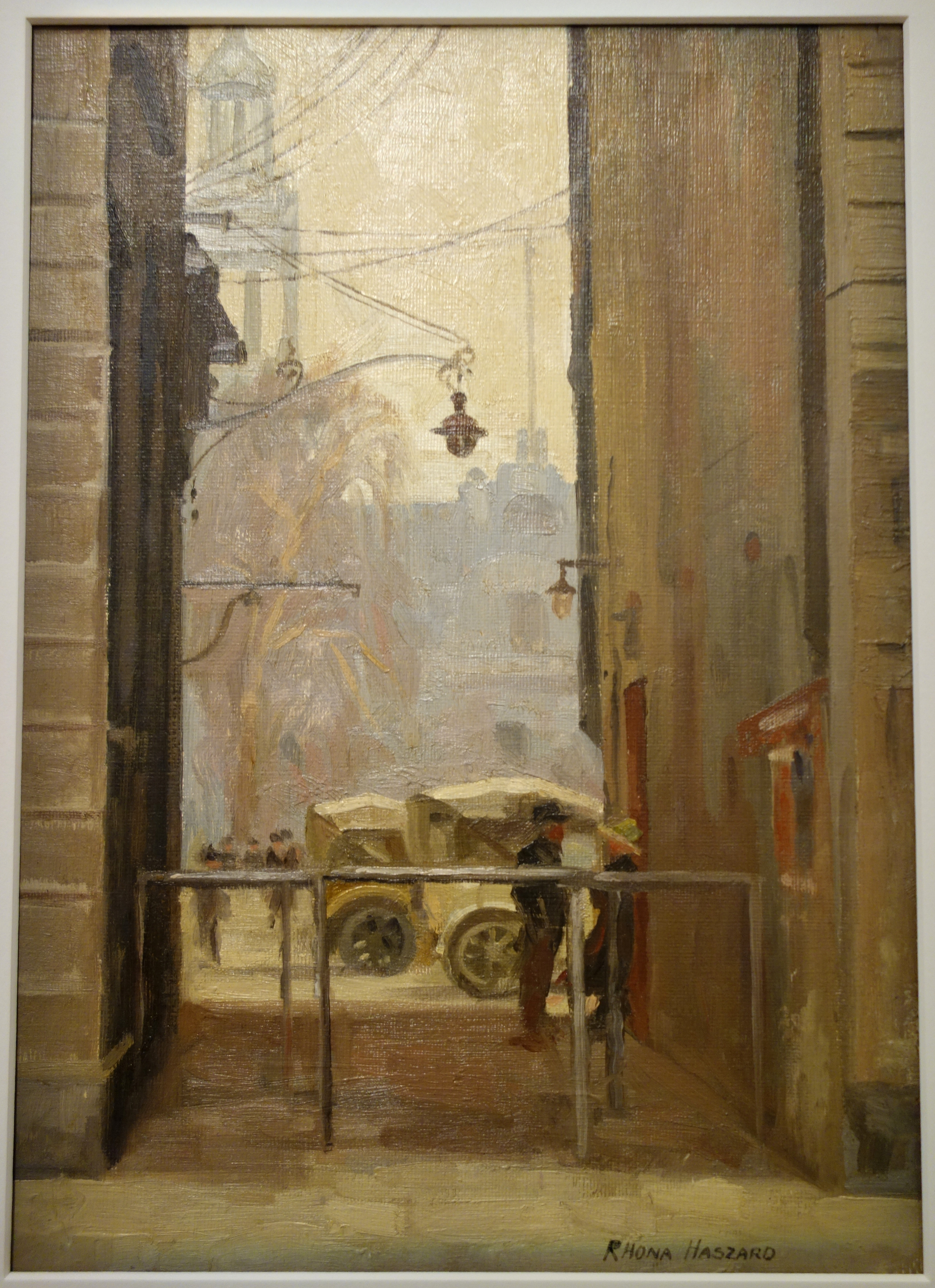
Looking through Strand Lane from Hereford Street, Christchurch (1921)
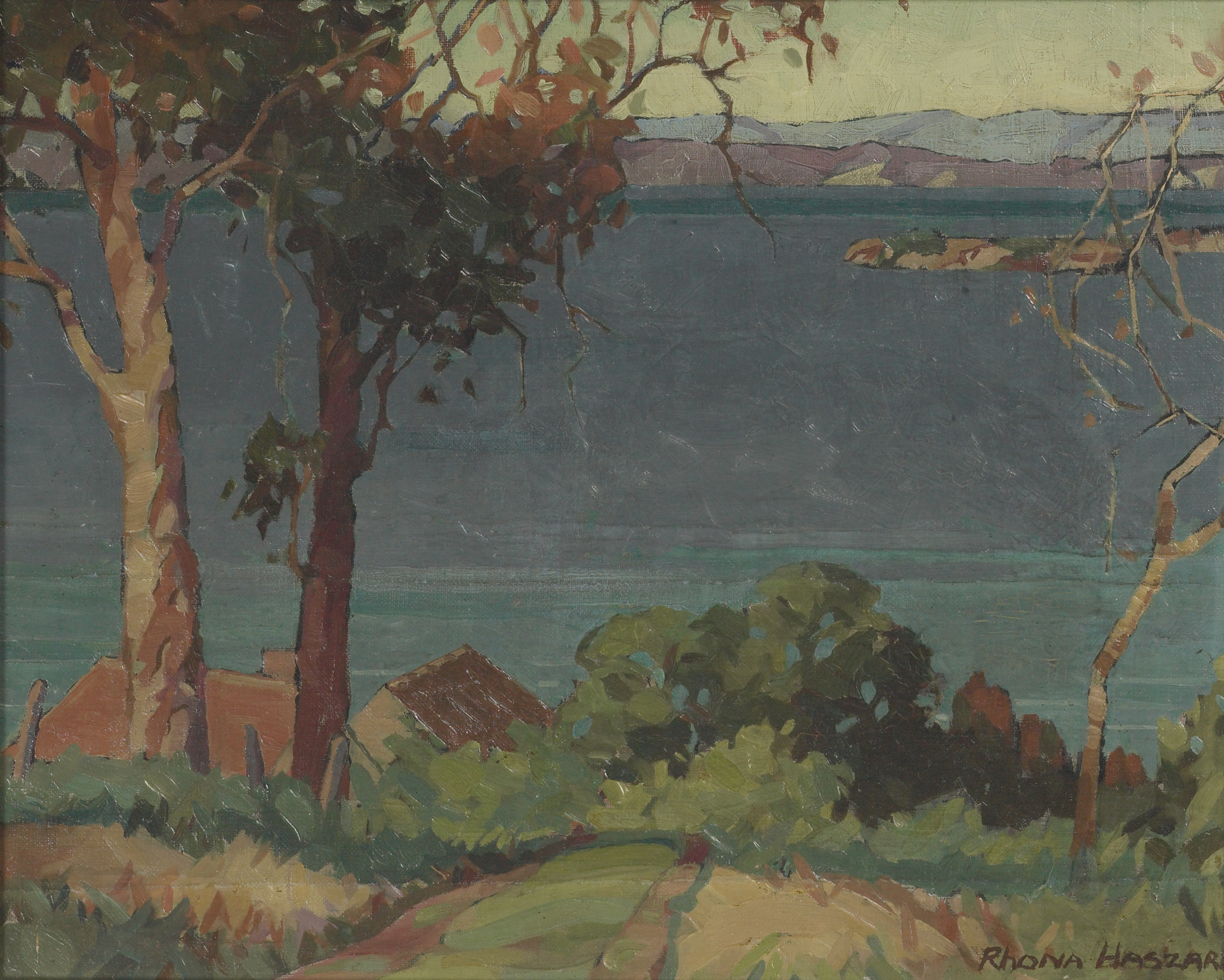
Across the Firth of Thames (ca. 1925)
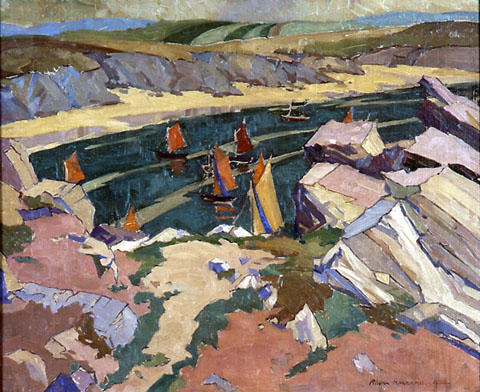
Sardine Fleet (1926)
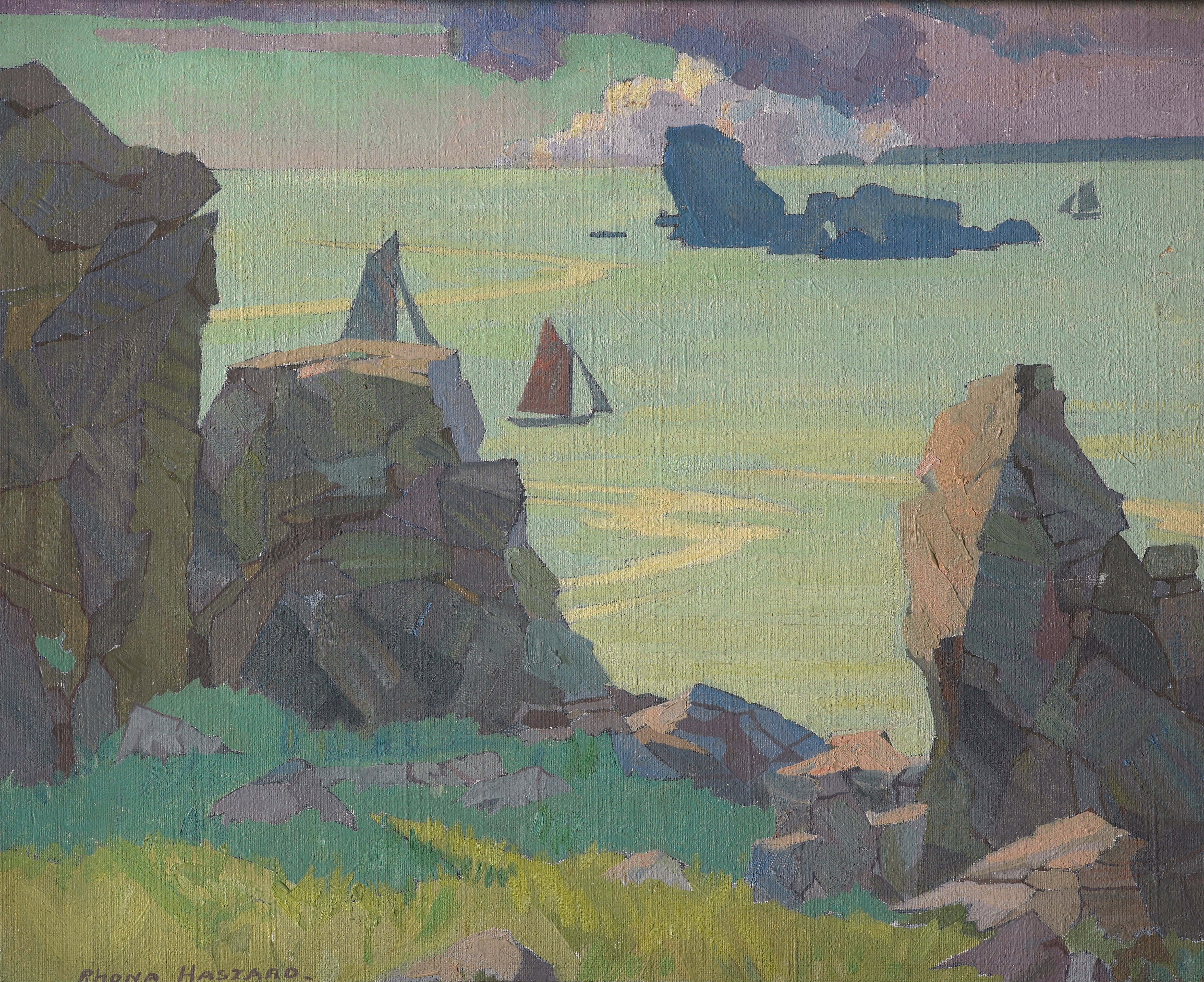
Finistère, Frankreich (1926)
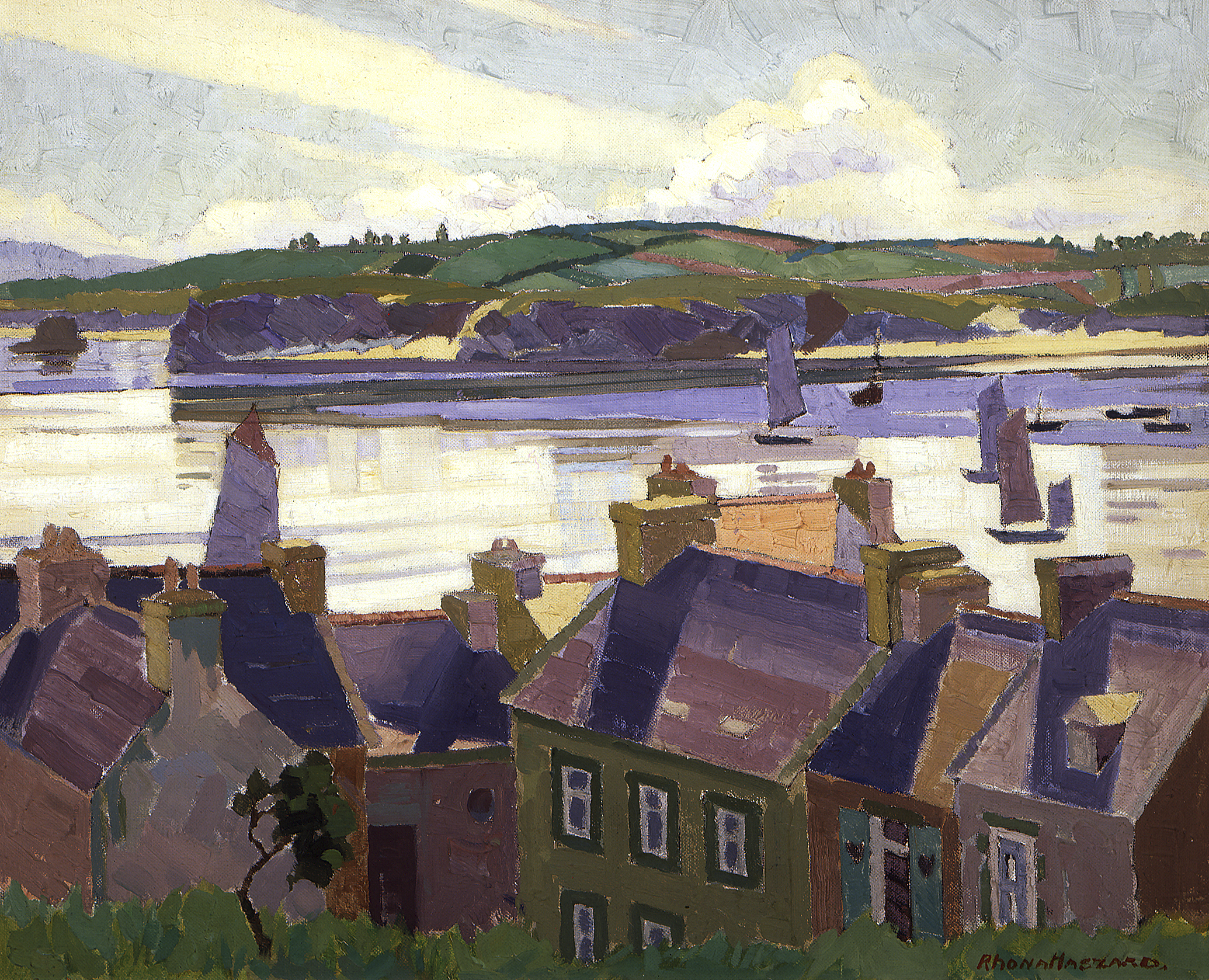
Morning calm, Camaret, Frankreich (1926)
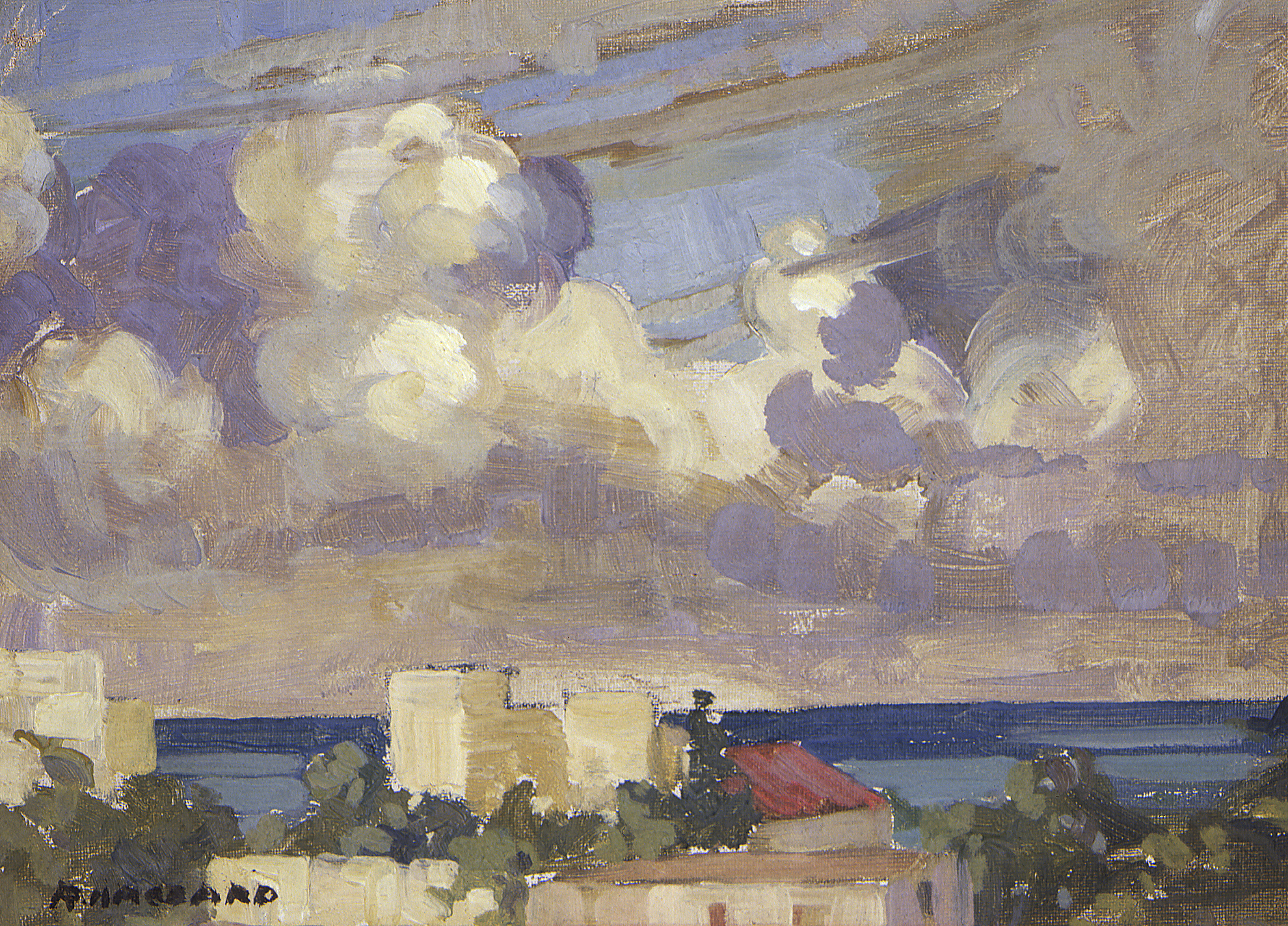
In Alexandria, Ägypten (1930)
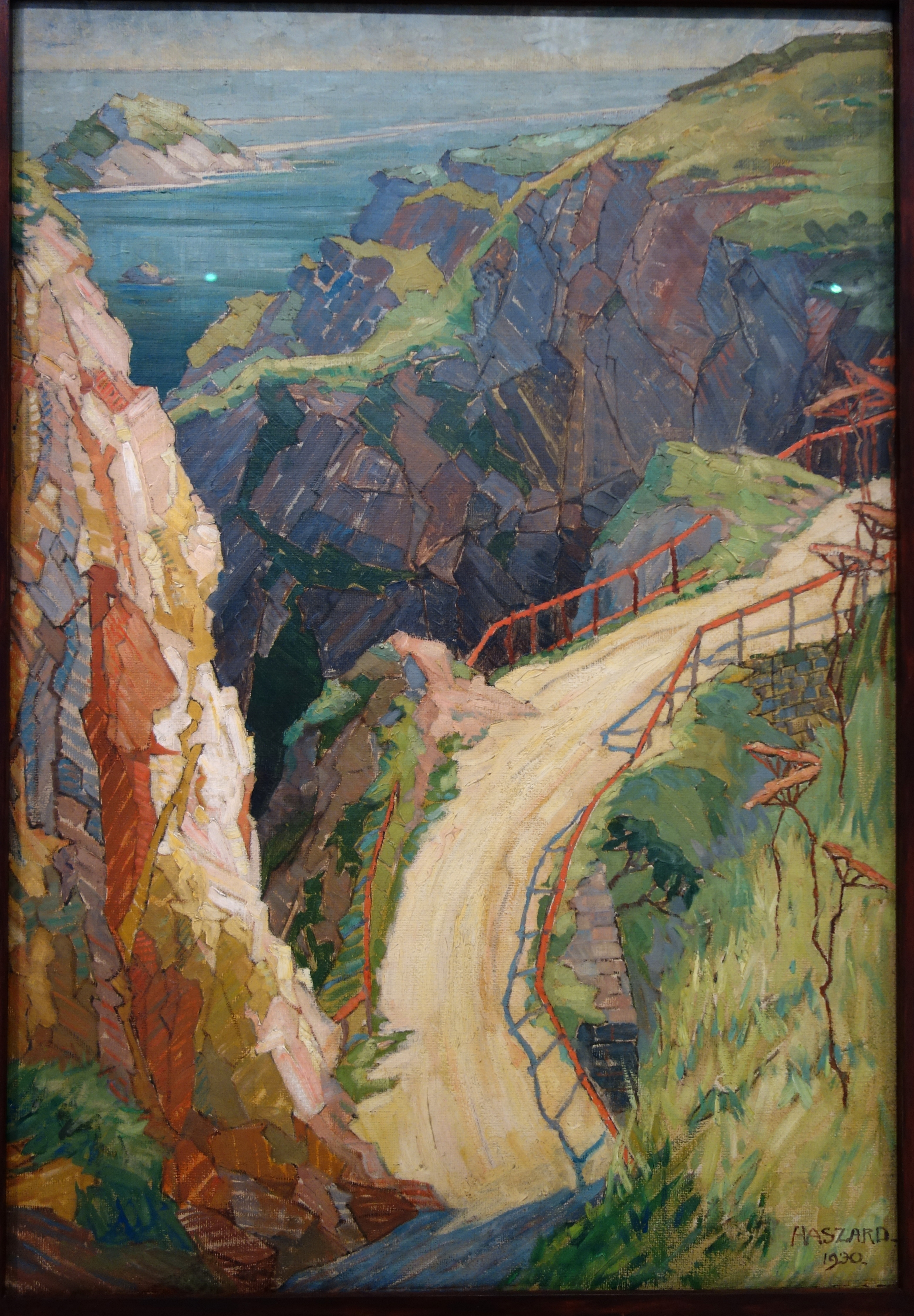
The Road to Little Sark (1930)